# Пилокарпус
Пилока́рпус (лат. Pilocárpus) — род вечнозелёных деревьев и кустарников семейства Рутовые (Rutaceae).
По данным сайта The Plant List, род насчитывает 9 видов; произрастает в тропиках Америки (Бразилия) и Вест-Индии.

## Ботаническое описание
Листья непарноперистые (1-4-парные), на них хорошо заметны масляные желёзки.
Цветки собраны в длинные конечные или пазушные соцветия — колосья.

## Хозяйственное значение и применение
Листья различных видов рода Пилокарпус (в основном пилокарпуса мелколистного (Pilocarpus microphyllus), реже — пилокарпуса перистолистного  (Pilocarpus pennatifolius) и некоторых других видов), известные под названием яборанди (лат. Folium Jaborandi), содержат алкалоид пилокарпин (производное имидазола) и являются источником его промышленного получения.
В медицинской практике применяют пилокарпина гидрохлорид для понижения внутриглазного давления. Ранее использовалось как потогонное средство и наружно для укрепления и роста волос; в гомеопатии — как обезвоживающее средство.
Пилокарпус перистолистный (Pilocarpus pennatifolius Lem.) культивируют на Черноморском побережье Кавказа.